# Colobothea paulina
Colobothea paulina är en skalbaggsart som beskrevs av Bates 1865. Colobothea paulina ingår i släktet Colobothea och familjen långhorningar.
Artens utbredningsområde är Guyana. Inga underarter finns listade i Catalogue of Life.